# Речани (Кочани)
Речани (мкд. Речани) су насеље у Северној Македонији, у источном делу државе. Речани су у саставу општине Кочани.

## Географија
Речани су смештени у источном делу Северне Македоније. Од најближег града, Кочана, насеље је удаљено 20 km северно.
Насеље Речани се налази у историјској области Осогово, на јужним висовима Осоговске планина. Близу насеља настаје Оризарска река, притока Брегалнице. Надморска висина насеља је приближно 1.000 метара. 
Месна клима је планинска због знатне надморске висине.

## Становништво
Речани су према последњем попису из 2002. године имали 13 становника.
Претежно становништво у насељу су етнички Македонци (100%).
Већинска вероисповест месног становништва је православље.